# Guitar noir
Guitar noir is een studioalbum van Steve Hackett. De titel verwijst naar het wat zwaarder geluid van dit album en is een toespeling op de film noir. De hoes was wederom van Kim Poor.

## Musici
- Steve Hackett – gitaar, zang
- Julian Colbeck – toetsinstrumenten
- Dave Ball – basgitaar
- Aron Friedman – toetsinstrumenten
- Hugo Degenhardt – slagwerk
- Billy Budis – achtergrondzang (3, 4) (geluidstechnicus)

## Muziek
Er zijn van dit album diverse persingen in omloop met steeds een gewijzigde trackvolgorde, al dan niet voorzien van bonustracks. Onderstaand het overzicht van de Kudosuitgave verschenen onder Permanent Records CD13
| Nr. | Titel                                                  | Duur |
| --- | ------------------------------------------------------ | ---- |
| 1.  | Take these pearls (Hackett, Friedman)                  | 4:12 |
| 2.  | Dark as the grave (Hackett, Friedman)                  | 4:37 |
| 3.  | Paint your picture (Hackett)                           | 2:57 |
| 4.  | There are many sides to the night (Hakcett)            | 6:55 |
| 5.  | Like an arrow (Hackett)                                | 2:49 |
| 6.  | Walking away from rainbows (Hackett)                   | 3:10 |
| 7.  | Sierra Quemada (Hackett)                               | 5:02 |
| 8.  | Lost in your eyes (Hackett, Colbeck, Degenhardt, Ball) | 4:11 |
| 9.  | Little America (Hackett, Colbeck, Degenhardt, Ball)    | 4:40 |
| 10. | In the heart of the city (Hackett)                     | 4:32 |
| 11. | Vampire with a healthy appatite (Hackett)              | 5:11 |
| 12. | Tristesse (Friedman)                                   | 3:57 |